# Bagrat Magistros
Bagrat Magistros (mort en mars 945) est un prince géorgien de la famille des Bagrations, du Xe siècle.
Bagrat Bagration est le troisième fils d'Adarnassé IV d'Ibérie, roi des Géorgiens de 881 à 923, et de son épouse inconnue. On peut affirmer de source sûre qu'il possède déjà le titre byzantin de magistros. Toutefois, le prince Vakhoucht Bagration lui rajoute un autre titre, celui de curopalate. Bagrat Magistros meurt, selon Cyrille Toumanoff, en mars 945.
De son union inconnue, il aurait eu un fils :
- Adarnassé.